# Сауль Альварес
Сантос Сауль Альварес Барраґан (ісп. Santos Saul Alvarez Barragan; нар. 18 липня 1990, Гвадалахара, Мексика) — мексиканський професійний боксер. Чемпіон світу з боксу у першій середній (за версіями WBC (2011—2013), WBA (2013), The Ring (2013), WBO (2016—2017)), середній (за версіями WBC (2015—2016, 2018—2019), WBA Super (2018—2021), IBF (2019) та The Ring (2015—2018, 2018—2019)), другій середній (за версіями WBA (2018—2020), WBA Super (2020—т.ч.), WBC (2020—т.ч.), WBO (2021—т.ч.), IBF (2021—2024, 2025) та The Ring (2020—т.ч.)) і напівважкій (за версією WBO (2019)) вагових категоріях. Загалом переміг 14 бійців в боях за титул чемпіона світу. Виграв 9 боїв, отримавших оцінку «5 зірок» від BoxRec.

## Особисте життя
Сауль є наймолодшою, сьомою, дитиною в сім'ї. Коли боксеру було п'ять, родина переїхала в Хуанакатлан. Батьки спортсмена розлучилися, коли Канело було 15 років, він залишився жити з матір'ю.
Всі п'ятеро братів Сауля також були або є боксерами, однак серйозних успіхів досяг лише Ріґоберто, котрий зумів стати тимчасовим чемпіоном світу за версією WBA.
Альварес має доньку, котра народилася коли йому було 17 років.
Сауль заручений з Марісоль Ґонсалес, переможницею конкурсу Наша краса Мексика 2002 та учасницею конкурсу міс Всесвіт 2003 року.

## Аматорська кар'єра
Аматорська кар'єра боксера була недовгою і налічувала лише близько 20 поєдинків. Однак за цей час Альварес встиг двічі потрапити у фінал юніорського чемпіонату Мексики з боксу. І якщо першого разу, у 2004 році, він програв, то на наступний рік рівних Альваресу вже не знайшлося.

## Професійна кар'єра
Професійна кар'єра боксера розпочалася у 15-річному віці. У жовтні 2005 року він провів свій дебютний поєдинок у рамках першої напівсередньої вагової категорії, в якому зумів перемогти технічним нокаутом.
Вже за рік Сауль боксував у напівсередній вазі, в якій він виграв свої перші, хоч і незначні, титули.
Бій проти Хосе Міґеля Котто (старшого брата Мігеля Котто), котрий відбувся 1 травня 2010 року, став дебютним для Альвареса у першій середній вазі. Початок поєдинку виявився нелегким для Сауля: у середині першого раунду він пропустив лівий хук суперника, і від падіння молодого боксера врятували лише канати. Ледве втримавшись на ногах, Канело пропустив три підряд правих прямих, але таки вистояв. Однак на останніх секундах другого раунду вже Сауль потряс суперника своїм правим аперкотом, після чого Котто торкнувся руками підлоги, через що йому і було відраховано нокдаун. В подальшому Сауль захопив ініціативу, впевнено виграючи раунд за раундом, на що противник відповідав поодинокими контрвипадами. А наприкінці дев'ятої трихвилинки Альварес провів затяжну атаку, під час якої Котто майже не відповідав. Тож не дивлячись на те, що Хосе Міґель однозначно був здатен продовжувати сутичку, рефері вирішив зупинити поєдинок.
5 березня 2011 року в Хонда-центр, що в Анагаймі, перемігши одноголосним рішенням суддів Меттью Гаттона (молодшого брата Ріккі Гаттона), Сауль виграв свій перший серйозний титул, а саме вакантний пояс чемпіона світу за версією WBC у першій середній вазі.
20 квітня 2013 року Альварес провів об'єднавчий поєдинок проти Остіна Траута, котрий на момент бою володів титулом за версією WBA. Бій виявився набагато більш складним, ніж можна було очікувати, однак за підсумками 12-раундового протистояння Альварес святкував перемогу одноголосним рішенням суддів, що дозволило йому заволодіти поясами чемпіона за версіями WBC та WBA. Під час поєдинку на початку сьомого раунду Сауль відправив Траута у перший в його кар'єрі нокдаун. Варто відзначити, що Остін Траут заволодів поясом WBA у лютому 2011-го після перемоги над Ріґоберто Альваресом, старшим братом Сауля.

### Бій проти Флойда Мейвезера
Найбільш очікуваною подією 2013-го року у світі боксу стала зустріч Сауля Альвареса та першого номера рейтингу в незалежності від вагової категорії (P4p) Флойда Мейвезера, котра відбулася в MGM Grand Casino, (Лас-Вегас) 14 вересня 2013 року. Оскільки боксери виступали у різних вагових категоріях (Мейвезер — у напівсередній, Альварес — у першій середній), цей поєдинок було проведено у проміжній вазі до 152 фунтів або 68,95 кг. Сауль Альварес обрав на бій зовсім не ту тактику, яку від нього очікували фахівці. Він не став пресингувати і тим прирік себе на поразку. Поєдинок пройшов за явної переваги Мейвезера, котрий просто декласував Альвареса. Сауль не показав ні швидкості, ні витривалості, ні акцентованого удару. Але судді, хоч і віддали перемогу Мейвезеру, нарахували так, що викликали шквал обурення і з боку вболівальників в залі, і з боку Мейвезера — двоє суддів показали 117—111 і 116—112 на користь Мейвезера, а третя суддя Сі Джей Росс побачила нічию 114—114. Це був перший випадок, коли до Альвареса один або кілька суддів проявили незрозумілу поблажливість. Росс, суддівську записку якої було піддано величезній критиці, після цього випадку облишила бокс. Мейвезер захистив титул чемпіона WBA (Super) у першій середній вазі і виграв титули чемпіона WBC і The Ring у першій середній вазі. Альварес отримав першу поразку в кар'єрі.
Бій Сауль Альварес — Флойд Мейвезер побив рекорд прибутків із продажу квитків. Виручка у 20 млн $ перевершила зустріч 2007 року Мейвезер — Де Ла Хойя, коли було продано квитків на суму 18,5 млн $. Крім того бій встановив новий рекорд прибутковості у розмірі 150 млн $, які було отримано від 2,2 мільйонів глядачів, які купили платну трансляцію. Попередній рекорд належав теж бою Мейвезер — Де Ла Хойя, який зібрав 136 млн $ з 2,48 мільйонів підписників. Мейвезер отримав за бій гарантований гонорар 41,5 млн $, Альварес — близько 11 млн $. Крім того, вони отримали відсотки від прибутку Pay-per-view-продаж.

### Бій проти Мігеля Котто
Очікуваний багатьма любителями боксу бій 21 листопада 2015 року двох зірок рингу Мігеля Котто (40-5-0, 33 КО) і Сауля Альвареса (46-1-1, 32 КО) у Mandalay Bay (Лас-Вегас) став лише четвертим боєм 2015 року, який транслювався за системою Pay-per-view. Поєдинок пройшов у проміжній вазі до 155 фунтів. Титул чемпіона світу за версією WBC у середній вазі міг завоювати тільки Альварес, оскільки Котто, який володів титулом до цього бою, відмовився платити WBC 3 % збір, який ця організація бере з учасників боїв за її титул, і Котто був позбавлений звання чемпіона. У цьому бою у кожного з боксерів були вдалі моменти, але перемогла молодість. Судді справедливо, але неочікувано з великим відривом віддали перемогу Альваресу — 119—109, 118—110 і 117—111. Гарантований гонорар Котто склав 15 млн $, а Альвареса — 5 млн $. До того ж боксери отримали бонуси від платної трансляції. Альварес став чемпіоном WBC у середній вазі і став зобов'язаний зустрітися з тимчасовим чемпіоном Головкіним.

### Бій проти Аміра Хана
7 травня 2016 року Альварес провів добровільний захист титулу чемпіона WBC у середній вазі проти екс-чемпіона у першій напівсередній вазі Аміра Хана. Альварес, який перед боєм на офіційній церемонії зважування показав вагу 70,3 кг, у день бою важив уже 80,3 кг. Різниця у габаритах боксерів була дуже великою, що і стало вирішальним фактором у їхньому поєдинку, що пройшов у проміжній вазі до 155 фунтів на недавно зведеній T-Mobile Arena у Лас-Вегасі. На початку поєдинку Хан мав перевагу у швидкості, але Альварес пресингував і не тільки вицілював голову суперника, але і працював по його тулубу. Шоста трихвилинка стала останньою у цьому бою. За півхвилини до закінчення 6 раунду Альваресу вдалося поцілити в щелепу Хана, і той важко впав спиною на канвас, ще й вдарившись при цьому головою. Досвідчений рефері Кенні Бейліс навіть не став відраховувати до 10, а відразу дав відмашку про припинення бою.
Нокаут Хана Альваресом журналом Ринг був визнаний нокаутом року. До речі, у 2015 році нокаут року теж відбувся в бою за участю Сауля в бою проти Джеймса Кіркленда.
Бій зібрав 16540 глядачів на новій арені, транслювався за системою Pay-per-view і викликав великий інтерес, тож боксери непогано на ньому заробили. Гарантовані гонорари склали 3,5 млн $ для Альвареса і 2 млн $ для Хана. Але з урахуванням продажу платних трансляцій Хан заробив 13 млн $, а Альварес — 35 млн $.
Після закінчення бою з Ханом Альварес жестом запросив у ринг Головкіна і його тренера Санчеса, що сиділи у ринг-сайді, і підтвердив готовність до бою з Головкіним. Та вже за 10 днів Альварес відклав на невизначений час бій з казахстанцем і відмовився від титулу чемпіона WBC.
Після відмови від титулу чемпіона у середній вазі Сауль Альварес спустився у першу середню вагу і 17 вересня 2016 року в бою проти британця Ліама Сміта завоював титул чемпіона за версією WBO. На початку поєдинок був конкурентним, але перевага Альвареса у фізичній силі призвела до нокауту Сміта у 9 раунді.
6 травня 2017 року Альварес на Т-Мобайл Арені (Лас-Вегас) без проблем переміг у нетитульному поєдинку, що пройшов у договірній вазі до 74,6 кг, співвітчизника Чавеса-молодшого. Після оголошення переможця бою Альварес викликав у ринг Головкіна і оголосив про їхній бій у вересні 2017 року.

### Перший бій з Головкіним
Бій між найкращими діючими боксерами середньої ваги, що відбувся 16 вересня 2017 року на T-Mobile Arena у Лас-Вегасі, зібрав касу в 27 059 850 $ від продажу 17 318 квитків. Ще 934 квитки було роздано як запрошення. Це стало третім в історії боксу показником, який поступався лише поєдинку Мейвезер — Пак'яо у травні 2015 року (72 198 500 $) і поєдинку Мейвезер — Мак-Грегор у серпні 2017 року (55 414 865 $). За бій Альварес отримав 42 млн $, а Головкін — 24 млн $.
Альварес добре бився, але діяв вибухово — епізодично. Видовищним бій зробив Головкін. Чемпіон чудово діяв джебом і аперкотом. Головкін володів ініциативою і притримувався свого плану. Але і Альварес шукав моменти для своїх поодиноких ударів. У 9 раунді у Сауля пройшов потужний удар справа, але Головкін витримав. Кінцівка бою пройшла у взаємних атаках. Завершився бій скандалом: один суддя віддав мінімальну перевагу Головкіну (115—113), інший побачив нічию (114—114), але суддя Аделаїда Бьорд не посоромилась віддати Альваресу 10 раундів (118—110), що викликало величезне обурення глядачів, фахівців і самого Головкіна. Поєдинок був оцінений як нічийний, і титули WBC, WBA, IBO і IBF у середній вазі залишилися у Головкіна, але результат бою не задовольнив ні Головкіна, ні Альвареса. Обидва дали згоду на негайний реванш. Альварес через конфлікт із WBC відмовився платити санкційний внесок за титул WBC.

### Другий бій з Головкіним
Перемовини про майбутній бій-реванш розпочалися майже відразу після першого бою. Команди бійців розраховували, що поєдинок відбудеться у травні 2018 року. І наприкінці січня 2018 року зацікавлені сторони повідомили, що бій точно відбудеться 5 травня. Залишалося узгодити, де саме відбудеться цей бій. Обидва боксери були вкрай стурбовані забезпеченням якісного суддівства, оскільки суддівський скандал після їх осіннього поєдинку затьмарив спортивну складову бою. Але несподівано для всіх Сауль провалив допінг-тестування — в його аналізах виявили кленбутерол. Альварес стверджував, що заборонений препарат потрапив в його організм разом із зараженим м'ясом, і був готовий пройти перевірку на детекторі брехні. Тричі поспіль 2, 5 і 9 березня 2018 року Альварес добровільно пройшов допінг-тест на кленбутерол, і всі три проби не дали позитивного результату. Атлетична комісія штату Невада тимчасово відсторонила Альвареса від боїв, і 3 квітня він вирішив відмовитись від поєдинку, який мав відбутися 5 травня. 18 квітня 2018 року Атлетична комісія штату Невада ухвалила офіційне рішення відсторонити Сауля Альвареса на 6 місяців від моменту виявлення в його організмі забороненого кленбутерола, тобто з 17 лютого 2018 року.
Після оприлюднення позитивних на наявність заборонених речовин допінг-проб Альвареса Головкін звинуватив Сауля і його промоутера Оскара Де Ла Хойю в шахрайстві. Між Головкіним разом з його тренером Абелем Санчесом і Саулем Альваресом почалася словесна війна. Крім того, після зриву бою через допінг-скандал Головкін висунув до команди Сауля нові фінансові вимоги. Декілька разів другий бій Альварес — Головкін знову був на грані зриву. Втім, Оскар Де Ла Хойя сподівався, що домовленості про реванш вдасться досягти. Врешті решт, Альварес і Головкін домовились про реванш. Але війна між Головкіним і Альваресом у соцмережах і взаємні образи в інтерв'ю не припинилися. Бійці через вороже ставлення один до одного відмовилися від спільних прес-конференцій до самого бою.
У червні 2018 року у зв'язку із проваленим допінг-тестуванням журнал The Ring відібрав у Сауля Альвареса титул.
У серпні команда Головкіна висунула претензії з приводу боксерських рукавичок, якими збирався боксувати Альварес, і комісія штату Невада заборонила Альваресу виступати проти Головкіна у нових рукавичках.
15 вересня 2018 року на T-Mobile Arena у Лас-Вегасі відбувся довгоочікуваний бій. У порівнянні із першою зустріччю Альвареса з Головкіним чемпіон працював другим номером, використовуючи джеб, а Сауль намагався пресингувати, викидаючи силові удари і короткі комбінації. В цілому успіх був на стороні то одного, то другого. Обидва виклалися на повну, дуже втомилися і отримали пошкодження біля ока (Альварес — біля лівого, Головкін — біля правого). Підсумковий рахунок суддів — 114—114 і двічі 115—113 Альваресу, новому чемпіону WBC, WBA, IBO і The Ring у середній вазі.
Бій Альварес — Головкін II був визнаний журналом Ринг боєм року.
Гарантований гонорар Альвареса склав 30 млн $, а Головкіна — 20 млн $.

### Підписання контракту з ДАЗН
У жовтні 2018 року світ спорту здригнувся — головна суперзірка боксу Сауль Альварес підписав контракт із онлайн-стримінгом ДАЗН. Контракт розрахований на 11 боїв Альвареса за 5 років. За умовами угоди мексиканець гарантовано отримає 365 млн $. Контракт Альвареса — рекордний в історії спорту. Якщо порахувати, то в разі проведення усіх раундів в 11 майбутніх боях Альварес гарантовано буде отримувати за 1 хвилину бою майже 1 млн $, але підсумковий гонорар буде іще більший за рахунок реклами, відсотка від продажу квитків і спонсорів.

### Бій з Роккі Філдінгом
Вже через 3 місяці після мегабою із Головкіним 15 грудня 2018 року у Нью-Йорку Альварес вийшов на бій проти чемпіона WBA Regular у другій середній вазі британця Роккі Філдінга (27-1, 15 КО). Поєдинок тривав менше 3 раундів. За цей час мексиканець відправив свого суперника 4 рази у нокдаун, після останнього з яких рефері вирішив зарахувати дострокову перемогу Альваресу. ТКО. Таким чином, самий прибутковий із нині діючих боксерів завоював титул чемпіона у третьому за ліком дивізіоні.
Сауль Альварес став третім боксером в історії, який вигравав титули чемпіона світу у першій середній, середній і другій середній вазі в боксі. До нього подібне вдавалося лише Шуґару Рею Леонарду і Томасу Хірнсу.
Бій у Медісон-сквер-гарден відвідали 20112 глядачів.

### Бій з Даніелем Джейкобсом
4 травня 2019 року на Т-Мобайл Арені у Лас-Вегасі відбувся об'єднавчий бій чемпіона WBC, WBA і журналу The Ring у середній вазі Сауля Альвареса з чемпіоном IBF американцем Даніелем Джейкобсом. За умовами контракту вранці у день бою Альварес і Джейкобс повинні були мати вагу не більше 77,1 кг. Джейкобс не вклався у день бою в ліміт ваги, передбачений контрактом, показавши 78,7 кг. Перебір склав 1,6 кг, за що Деніел був оштрафований на 1 млн $. За поєдинок він мав отримати 12,5 млн $, гонорар Сауля значно більший — 35 млн $. Зустріч була напруженою, але без критично небезпечних моментів. Видовищний і досить конкурентний поєдинок закінчився перемогою Альвареса одноголосним рішенням суддів — 116—112 і двічі 115—113. Після цієї перемоги Альваресу залишилося додати лише один чемпіонський титул WBO до звання абсолютного чемпіона.
Бій Альвареса з Джейкобсом переглянули майже 30,5 млн телеглядачів в Мексиці, що дорівнювало майже чверті населення цієї країни.
Після здобуття Альваресом титулу чемпіона IBF у середній вазі керівництво IBF зобов'язало мексиканця провести обов'язковий захист титулу проти українця Сергія Дерев'янченко. Альварес погодився на бій з українцем, і перемовини розпочалися, але команда Сауля не вклалася у відведений для досягнення угоди час, і Альвареса позбавили титулу чемпіона IBF.

### Отримання титулу «франчайзингового» чемпіона WBC
У червні 2019 року Всесвітня боксерська рада (WBC) подарувала Альваресу новостворений титул «франчайзингового» чемпіона WBC. Рішення було ухвалено у зв'язку з тим, що американець Джермал Чарло уже більше року був «тимчасовим» чемпіоном WBC, обов'язковим претендентом Альваресу, і не міг отримати з Саулем бій. Одночасно із «підвищенням» Альвареса «підвищення» до звання повноцінного чемпіона отримав і Чарло.

### Бій з Сергієм Ковальовим
Після неприємної для Сауля ситуації з втратою титулу IBF промоутери Golden Boy Promotions зосередилися на перемовинах з чемпіоном WBO у напівважкій вазі Ковальовим, а, оскільки тому ще належало провести захист титулу проти обов'язкового претендента Ентоні Ярда, який відмовився від компенсації за відмову від поєдинку з Ковальовим, вирішили дочекатися результату бою, який мав відбутися 24 серпня 2019 року. Росіянин переміг, і команди Альвареса і Ковальова домовились про бій.
Поєдинок за звання чемпіона WBO у напівважкій вазі між Саулем Альваресом і Сергієм Ковальовим відбувся 2 листопада 2019 року на MGM Grand у Лас-Вегасі, при цьому Ковальов підходив до бою в статусі аутсайдера. Незважаючи на те, що чемпіоном був Ковальов, організатором поєдинку виступала сторона Альвареса, тому крім офіційного зважування, на якому у Сергія були проблеми, спортсмени були зобов'язані пройти процедуру зважування в день бою, а їх вага не повинна була перевищувати 83,91 кг (при ліміті категорії 79,4 кг), що позбавляло Ковальова суттєвої переваги у вазі.
Бій Ковальов розпочав джебами, а Альварес робив акцент на атаки по корпусу. В діях Ковальова не було ніякої гостроти, здавалося, він сам був не впевнений у силі своїх ударів. Сауль контролював хід усього поєдинку, в пізніх раундах дістаючи голову опонента, і достатньо легко переміг, надіславши у 11 раунді втомленого Сергія після серії ударів потужним правим у щелепу у нокаут. Альварес став новим чемпіоном світу WBO у напівважкій вазі.
Він став третім мексиканцем, який вигравав титул у чотирьох категоріях.
Він також став другим після Генрі Армстронга у 1938 році боксером в історії спорту, який володів поясами чемпіона у трьох категоріях одночасно.
Після перемоги над Ковальовим Альварес зайняв перший рядок у рейтингу Pound for pound журналу Ринг, випередивши Ломаченко.
Підводячи підсумки 2019 року журнал Ринг визнав Сауля Альвареса «Боксером року».

### Розірвання контракту з ДАЗН
У вересні 2020 року Сауль Альварем подав позов в суд до ДАЗН і промоутерської компанії Golden Boy Promotions, звинувачуючи їх в невиконанні умов контракту. В позові також вказувалося на невідповідність між умовами контракту, що Альварес укладав з Golden Boy Promotions, та тим, що був укладений з ДАЗН.
На початку листопада 2020 року Альварес став вільним агентом. Майже одразу була досягнута домовленість про бій Альвареса з чемпіоном WBA Super в другій середній вазі британцем Каллумом Смітом.

### Бій з Каллумом Смітом
Бій відбувся в Сан-Антоніо 19 грудня 2020 року. На кону поєдинку крім титулу Сміта були ще й вакантний титул чемпіона світу за версією WBC і пояс журналу Ринг в другій середній вазі. Каллум не зумів взяти реванш за поразку від Альвареса його брата Ліама Сміта, зазнавши першої поразки в своїй кар'єрі. Бій пройшов з перевагою мексиканця, незважаючи на суттєву перевагу британця в габаритах. Альварес став об'єднаним чемпіоном в другій середній вазі.

### Бій з Авні Їлдиримом
На початку 2021 року Сауль Альварес звільнив пояс чемпіона WBA в середній вазі, повідомивши, що хоче стати абсолютним чемпіоном у другій середній вазі. 27 лютого 2021 він провів захист титулів чемпіона в другій середній вазі проти обов'язкового претендента Авні Їлдирима (Туреччина), здобувши перемогу технічним рішенням після третього раунду.

### Бій з Джо Сондерсом
Бій Сауль Альварес — Біллі Джо Сондерс відбувся 8 травня 2021 року в Арлінгтоні, Техас і був достатньо конкурентним до восьмого раунду. У Сондерса були (хоч і небагато) вдалі моменти, але  зірковий мексиканець не давав супернику вільно дихати, добре працюючи по корпусу. У восьмому раунді перевага Альвареса стала відчутною, йому вдалося поцілити під праве око британця, завдавши тому травму. Сондерс відмовився виходити на бій після перерви, визнавши першу в кар'єрі поразку і втративши титул чемпіона. Альварес об'єднав титули WBC, WBA Super та WBO.
Бій Альварес — Сондерс побив рекорд відвідуваності боксерських поєдинків, організованих у США в закритому приміщенні, який тримався з матчу-реваншу Мухаммед Алі — Леон Спінкс 1978 року. Тоді за боєм спостерігали 63 352 глядача. Новий рекорд — 73 126 глядачів.

### Бій з Кейлебом Плентом
Бій відбувся 6 листопада 2021 року на MGM Grand Garden Arena в Парадайзі, штат Невада (США). Сауль Альварес здобув дострокову перемогу у одинадцятому раунді, спочатку надіславши Плента лівим хуком в нокдаун, а після продовження бою — нокаутувавши його, і став абсолютним чемпіоном світу в другій середній вазі.

### Бій з Дмитром Біволом
7 травня 2022 року Сауль Альварес вдруге у кар'єрі вийшов на бій за титул чемпіона світу у напівважкій вазі, цього разу проти суперчемпіона WBA росіянина Дмитра Бівола. Мексиканець агресивніше розпочав бій, але чемпіон додавав від раунду до раунду, зберігши ініціативу до фінального гонгу. Одностайним рішенням суддів перемогу здобув Бівол, зберігши титул чемпіона. Альварес зазнав другої поразки.
Провівши чотири успішних захиста звання абсолютного чемпіона в другій середній вазі, у липні 2024 року Альварес відмовився проводити обов'язковий захист титулу IBF проти кубинця Вільяма Скалла, після чого Міжнародна боксерська федерація відібрала у Канело свій пояс.
3 травня 2025 року все ж зустрівся в бою з Вільямом Скаллом, який на той час завоював вакантний титул чемпіона світу IBF, і здобув перемогу одностайним рішенням, вдруге завоювавши звання абсолютного чемпіона світу у другій середній вазі.

## Перелік поєдинків
| 63 перемоги (39 нокаутом), 2 поразки (2 за рішенням), 2 нічиї |        |                        |        |           |      |                   |                                        | |
| Результат                                                     | Рекорд | Суперник               | Спосіб | Раунд     | Час  | Дата              | Місце                                  | Примітки |
| Перемога                                                      | 63-2-2 | Вільям Скалл           | UD     | 12        |      | 3 травня 2025     | Anb Arena, Ер-Ріяд                     | Захистив титули чемпіона світу WBC, WBA Super, WBO і The Ring у другій середній вазі. Завоював титул чемпіона світу IBF у другій середній вазі. |
| Перемога                                                      | 62-2-2 | Едгар Берланга         | UD     | 12        |      | 14 вересня 2024   | Ті-Мобіл Арена, Лас-Вегас, США         | Захистив титули чемпіона світу WBC, WBA Super, WBO і The Ring у другій середній вазі.                                                           |
| Перемога                                                      | 61-2-2 | Хайме Мунгуя           | UD     | 12        |      | 4 травня 2024     | Ті-Мобіл Арена, Лас-Вегас, США         | Захистив титули чемпіона світу WBC, WBA Super, WBO, IBF і The Ring у другій середній вазі.                                                      |
| Перемога                                                      | 60-2-2 | Джермелл Чарло         | UD     | 12        |      | 30 вересня 2023   | Ті-Мобіл Арена, Лас-Вегас, США         | Захистив титули чемпіона світу WBC, WBA Super, WBO, IBF і The Ring у другій середній вазі.                                                      |
| Перемога                                                      | 59-2-2 | Джон Райдер            | UD     | 12        |      | 6 травня 2023     | Estadio Akron, Сапопан, Мексика        | Захистив титули чемпіона світу WBC, WBA Super, WBO, IBF і The Ring у другій середній вазі.                                                      |
| Перемога                                                      | 58-2-2 | Геннадій Головкін      | UD     | 12        |      | 17 вересня 2022   | Т-Мобайл Арена, Парадайз, Невада, США  | Захистив титули чемпіона світу WBC, WBA Super, WBO, IBF і The Ring у другій середній вазі.                                                      |
| Поразка                                                       | 57-2-2 | Дмитро Бівол           | UD     | 12        |      | 7 травня 2022     | Т-Мобайл Арена, Парадайз, Невада, США  | Бій за титул чемпіона світу WBA Super у напівважкій вазі.                                                                                       |
| Перемога                                                      | 57-1-2 | Кейлеб Плент           | KO     | 11 (12)   |      | 6 листопада 2021  | MGM Grand, Лас-Вегас, Невада, США      | Захистив титули чемпіона світу WBC, WBA Super, WBO і The Ring у другій середній вазі. Виграв титул чемпіона світу IBF у другій середній вазі.   |
| Перемога                                                      | 56-1-2 | Біллі Джо Сондерс      | RTD    | 8 (12)    |      | 8 травня 2021     | AT&T Стедіум, Арлінгтон, США           | Захистив титули чемпіона світу WBC, WBA Super і The Ring у другій середній вазі. Виграв титул чемпіона світу WBO у другій середній вазі.        |
| Перемога                                                      | 55-1-2 | Авні Їлдирим           | RTD    | 3 (12)    |      | 27 лютого 2021    | Hard Rock Stadium, Маямі, Флорида, США | Захистив титули чемпіона світу WBC, WBA Super і The Ring у другій середній вазі.                                                                |
| Перемога                                                      | 54-1-2 | Каллум Сміт            | UD     | 12        |      | 19 грудня 2020    | Alamodome, Сан-Антоніо, Техас, США     | Виграв титули чемпіона світу WBA Super і The Ring та вакантний титул чемпіона WBC у другій середній вазі.                                       |
| Перемога                                                      | 53-1-2 | Сергій Ковальов        | TKO    | 11 (12)   | 2:15 | 2 листопада 2019  | MGM Grand, Лас-Вегас, Невада, США      | Виграв титул чемпіона світу за версією WBO у напівважкій вазі.                                                                                  |
| Перемога                                                      | 52-1-2 | Даніель Джейкобс       | UD     | 12        |      | 4 травня 2019     | Т-Мобайл Арена, Парадайз, Невада, США  | Захистив титули чемпіона світу WBC, WBA (Super) та The Ring у середній вазі. Виграв титул чемпіона світу IBF у середній вазі.                   |
| Перемога                                                      | 51-1-2 | Рокі Філдінг           | TKO    | 3 (12)    | 2:38 | 15 грудня 2018    | Медісон-сквер-гарден, Нью-Йорк, США    | Виграв титул чемпіона світу за версією WBA (Regular) у другій середній вазі.                                                                    |
| Перемога                                                      | 50-1-2 | Геннадій Головкін      | MD     | 12        |      | 15 вересня 2018   | Т-Мобайл Арена, Парадайз, Невада, США  | Виграв титули чемпіона світу WBC, WBA (Super), IBO і вакантиний титул чемпіона The Ring у середній вазі.                                        |
| Нічия                                                         | 49-1-2 | Геннадій Головкін      | SD     | 12 (12)   | 3:00 | 16 вересня 2017   | Т-Мобайл Арена, Парадайз, Невада, США  | Бій за титули чемпіона WBC, WBA (Super), IBF, IBO і The Ring у середній вазі.                                                                   |
| Перемога                                                      | 49-1-1 | Хуліо Сезар Чавес-мол. | UD     | 12        |      | 6 травня 2017     | Т-Мобайл Арена, Лас Вегас, Невада      | |
| Перемога                                                      | 48-1-1 | Ліам Сміт              | KO     | 9 (12)    | 2:28 | 17 вересня 2016   | AT&T Стедіум, Арлінгтон, Техас         | Виграв титул чемпіона WBO в першій середній вазі.                                                                                               |
| Перемога                                                      | 47-1-1 | Амір Хан               | KO     | 6 (12)    | 2:37 | 7 травня 2016     | Т-Мобайл Арена, Лас Вегас, Невада      | Захистив титули чемпіона WBC та The Ring в середній вазі.                                                                                       |
| Перемога                                                      | 46-1-1 | Мігель Котто           | UD     | 12        |      | 21 листопада 2015 | Мандалай-Бей, Лас-Вегас, Невада        | Виграв титули чемпіона WBC та The Ring в середній вазі.                                                                                         |
| Перемога                                                      | 45-1-1 | Джеймс Кіркленд        | TKO    | 3 (12)    | 2:19 | 9 травня 2015     | Minute Maid Park, Хьюстон, Техас       | |
| Перемога                                                      | 44-1-1 | Ерісланді Лара         | SD     | 12        |      | 12 липня 2014     | MGM Grand, Лас-Вегас, Невада           | Не титульний бій. |
| Перемога                                                      | 43-1-1 | Альфредо Ангуло        | TKO    | 10 (12)   |      | 8 березня 2014    | MGM Grand, Лас-Вегас, Невада           | |
| Поразка                                                       | 42-1-1 | Флойд Мейвезер         | MD     | 12        |      | 14 вересня 2013   | MGM Grand, Лас-Вегас, Невада           | Бій за титутли WBC та WBA у проміжній вазі до 68,95 кг.                                                                                         |
| Перемога                                                      | 42-0-1 | Остін Троут            | UD     | 12        |      | 20 квітня 2013    | Аламодом, Сан-Антоніо                  | Захистив титул WBC та виграв титул WBA у першій середній вазі                                                                                   |
| Перемога                                                      | 41-0-1 | Хосесіто Лопес         | TKO    | 5 (з 12)  | 2:55 | 15 вересня 2012   | MGM Grand, Лас-Вегас                   | Захистив титул WBC |
| Перемога                                                      | 40-0-1 | Шейн Мозлі             | UD     | 12        |      | 5 травня 2012     | MGM Grand, Лас-Вегас                   | Захистив титул WBC |
| Перемога                                                      | 39-0-1 | Керміт Сінтрон         | TKO    | 5 (12)    | 2:53 | 26 листопада 2011 | Монументал Плаза де Торос, Мехіко      | Захистив титул WBC |
| Перемога                                                      | 38-0-1 | Альфонсо Гомес         | TKO    | 6 (12)    | 2:36 | 17 вересня 2011   | Стейплс-центр, Лос-Анджелес            | Захистив титул WBC |
| Перемога                                                      | 37-0-1 | Райан Роудс            | TKO    | 12 (з 12) | 0:48 | 18 червня 2011    | Арена ВФҐ, Гвадалахара                 | Захистив титул WBC |
| Перемога                                                      | 36-0-1 | Меттью Гаттон          | UD     | 12        |      | 5 березня 2011    | Хонда-центр, Анагайм                   | Виграв титул WBC у першій середній вазі |
| Перемога                                                      | 35-0-1 | Лавмор Нду             | UD     | 12        |      | 4 грудня 2010     | Естадіо Бето Авіла, Веракрус           | Захистив титул WBC Silver |
| Перемога                                                      | 34-0-1 | Карлос Бальдомір       | KO     | 6 (з 12)  | 2:58 | 18 вересня 2010   | Стейплс-центр, Лос-Анджелес            | Захистив титул WBC Silver |
| Перемога                                                      | 33-0-1 | Лучано Леонель Куелло  | TKO    | 6 (з 12)  | 1:22 | 10 липня 2010     | Арена ВФҐ, Гвадалахара                 | Виграв вакантний титул WBC Silver у першій середній вазі                                                                                        |
| Перемога                                                      | 32-0-1 | Хосе Міґель Котто      | TKO    | 9 (з 10)  | 2:51 | 1 травня 2010     | MGM Grand, Лас-Вегас                   | |
| Перемога                                                      | 31-0-1 | Брайан Камечіс         | KO     | 3 (з 12)  | 0:23 | 6 березня 2010    | Паленке де ла Ферія, Тустла-Гутьєррес  | Захистив титул NABF |
| Перемога                                                      | 30-0-1 | Ланардо Тінер          | UD     | 12        |      | 5 грудня 2009     | Тепік                                  | Захистив титул NABF |
| Перемога                                                      | 29-0-1 | Карлос Леонардо Еррера | TKO    | 1 (з 10)  | 2:46 | 15 вересня 2009   | Аудіторіо Сільйо XXI, Пуебла           | Захистив молодіжний титул WBC |
| Перемога                                                      | 28-0-1 | Марат Хузєєв           | KO     | 2 (з 10)  | 2:33 | 8 серпня 2009     | Аудіторіо Беніто Хуарес, Сапопан       | Виграв вакантний молодіжний титул WBC у напівсередній вазі                                                                                      |
| Перемога                                                      | 27-0-1 | Джеферсон Луіс Ґонсало | KO     | 9 (з 12)  | 1:54 | 6 червня 2009     | Парке Xcaret, Канкун                   | Захистив титул NABF |
| Перемога                                                      | 26-0-1 | Майкл Росалес          | TKO    | 10 (з 12) | 2:53 | 11 квітня 2009    | Гімназіо Нінос Ероес, Тепік            | Захистив титул NABF |
| Перемога                                                      | 25-0-1 | Еурі Гонсалес          | TKO    | 11 (з 12) | 1:36 | 21 лютого 2009    | Аудіторіо Беніто Хуарес, Сапопан       | Захистив титул NABF та виграв титул WBO Латіно у напівсередній вазі                                                                             |
| Перемога                                                      | 24-0-1 | Антоніо Фітч           | TKO    | 1 (з 12)  | 1:52 | 17 січня 2009     | Форо Скошіабанк, Поланко               | Виграв вакантний титул NABF в напівсередній вазі                                                                                                |
| Перемога                                                      | 23-0-1 | Рауль Пінцон           | TKO    | 1 (з 12)  | 2:30 | 5 грудня 2008     | Міккосукі Ґеймін Ресорт, Маямі         | Захистив титул WBA Fedecentro |
| Перемога                                                      | 22-0-1 | Леррі Мослі            | UD     | 10        |      | 24 жовтня 2008    | Моронґо Казино Ресорт і Спа, Кабасон   | |
| Перемога                                                      | 21-0-1 | Карлос Адан Херес      | UD     | 10        |      | 2 серпня 2008     | Аудіторіо Беніто Хуарес, Гвадалахара   | Захистив титул WBA Fedecentro |
| Перемога                                                      | 20-0-1 | Мігель Васкес          | UD     | 10        |      | 28 червня 2008    | Паленке Калле, Сапопан                 | |
| Перемога                                                      | 19-0-1 | Франсіско Віллануева   | SD     | 10        |      | 6 червня 2008     | Тепік                                  | |
| Перемога                                                      | 18-0-1 | Ґабріель Мартінес      | RTD    | 12 (з 12) | 0:10 | 18 квітня 2008    | Салон Марбет Плас, Незахуалкойотль     | Виграв титул WBA Fedecentro у напівсередній вазі                                                                                                |
| Перемога                                                      | 17-0-1 | Франсіско Віллануева   | TKO    | 9 (з 12)  | 2:32 | 14 березня 2008   | Колізеу Олімпіко де ла УҐ, Гвадалахара | Захистив титул штату Халіско |
| Перемога                                                      | 16-0-1 | Алекс Родріґо Соліс    | KO     | 1 (з 8)   |      | 22 лютого 2008    | Салон Марбет Плас, Незахуалкойотль     | |
| Перемога                                                      | 15-0-1 | Шон Голлі              | KO     | 2 (з 10)  |      | 15 грудня 2007    | Аудіторіо Беніто Хуарес, Гвадалахар    | |
| Перемога                                                      | 14-0-1 | Рікардо Кано           | UD     | 12        |      | 31 серпня 2007    | Колізео Олімпіко, Гвадалахара          | Виграв титул штату Халіско у напівсередній вазі.                                                                                                |
| Перемога                                                      | 13-0-1 | Крістіан Солано        | UD     | 10        |      | 18 серпня 2007    | Колізео Олімпіко де ла УҐ, Гвадалахара | |
| Перемога                                                      | 12-0-1 | Хесус Абель Ернандес   | TKO    | 2 (з 10)  |      | 1 червня 2007     | Казино де лос Френьйос, Тепік          | |
| Перемога                                                      | 11-0-1 | Віктор Маркес          | KO     | 4 (з 10)  | 1:48 | 19 травня 2007    | Аудіторіо Беніто Хуарес, Гвадалахара   | |
| Перемога                                                      | 10-0-1 | Іван Іллескас          | KO     | 4 (з 10)  | 2:40 | 30 березня 2007   | Арена-Казино Лос-Френьйос, Тепік       | |
| Перемога                                                      | 9-0-1  | Хав'єр Мартінес        | TKO    | 8 (з 10)  |      | 2 березня 2007    | Казино Лос-Френьйос, Тепік             | |
| Перемога                                                      | 8-0-1  | Даніель Мартінес       | KO     | 2 (з 8)   |      | 8 грудня 2006     | Арена Халіско, Гвадалахара             | |
| Перемога                                                      | 7-0-1  | Франсіско Віллануева   | KO     | 5 (з 6)   | 1:20 | 29 вересня 2006   | Тонала                                 | |
| Перемога                                                      | 6-0-1  | Крістіан Ернандес      | KO     | 2 (з 6)   |      | 15 вересня 2006   | Гвадалахара                            | |
| Перемога                                                      | 5-0-1  | Хуан Ернандес          | KO     | 2 (з 6)   |      | 21 липня 2006     | Арена Колізео, Гвадалахара             | |
| Нічия                                                         | 4-0-1  | Хорхе Хуарес           | PTS    | 4 (з 4)   |      | 17 червня 2006    | Аудіторіо Мунісіпаль, Тіхуана          | |
| Перемога                                                      | 4-0    | Педро Лопес            | KO     | 1 (з 4)   |      | 10 лютого 2006    | «Чоловічий клуб», Гвадалахара          | |
| Перемога                                                      | 3-0    | Міґель Васкес          | SD     | 4 (з 4)   |      | 20 січня 2006     | Гвадалахара                            | |
| Перемога                                                      | 2-0    | Пабло Альварадо        | KO     | 2 (з 4)   | 2:25 | 26 листопада 2005 | Арена Чололо Ларіос, Тонала            | |
| Перемога                                                      | 1-0    | Абрахам Гонсалес       | TKO    | 4 (з 4)   |      | 29 жовтня 2005    | Арена Чололо Ларіос, Тонала            | |

## Результати придбань платних боїв (PPV)
| Дата              | Бій                 | Вивіска            | Покупок   | Канал    |
| ----------------- | ------------------- | ------------------ | --------- | -------- |
| 14 вересня 2013   | Мейвезер vs. Канело | The One            | 2,200,000 | Showtime |
| 8 березня 2014    | Канело vs. Ангуло   | Toe to Toe         | 350,000   | Showtime |
| 12 липня 2014     | Канело vs. Лара     | Honor and Glory    | 300,000   | Showtime |
| 21 листопада 2015 | Котто vs. Канело    | Cotto–Canelo       | 900,000   | HBO      |
| 7 травня 2016     | Канело vs. Хан      | Power vs. Speed    | 600,000   | HBO      |
| 17 вересня 2016   | Канело vs. Сміт     | Canelo–Smith       | 300,000   |          |
| 6 травня 2017     | Канело vs. Чавес    | Civil War          | 1,000,000 |          |
| 16 вересня 2017   | Канело vs. Головкін | Supremacy          | 1,300,000 |          |
| 15 вересня 2018   | Канело vs. Головкін | Final Judgment     | 1,100,000 |          |
| 6 листопада 2021  | Канело vs. Плент    | Road to Undisputed | 800,000   |          |
| 7 травня 2022     | Канело vs. Бівол    | Legacy is Earned   | 520,000   |          |
| 17 вересня 2022   | Канело vs. Головкін | The Trilogy        | 550,000   |          |